# Ostichthys brachygnathus
Az Ostichthys brachygnathus a sugarasúszójú halak (Actinopterygii) osztályának nyálkásfejűhal-alakúak (Beryciformes) rendjébe, ezen belül a mókushalfélék (Holocentridae) családjába tartozó faj.

## Előfordulása
Az Ostichthys brachygnathus elterjedési területe a Csendes-óceán nyugati részének a középső szakasza. Guamtól Saipanig található meg.

## Megjelenése
Ez a hal legfeljebb 15,6 centiméter hosszú.

## Életmódja
Trópusi, tengeri halfaj, amely a korallzátonyokon él.